# Jezioro Dębnickie (województwo zachodniopomorskie)
Jezioro Dębnickie (potocznie Trzynik Mały) – jezioro na Równinie Gryfickiej, położone w woj. zachodniopomorskim, w gminie Siemyśl.
Jego powierzchnia wynosi 2,81 ha.
Jest to miejsce lęgowe ptaków wodno-błotnych: stanowisko rozrodu gągoła oraz miejsce rozmnażania skójki malarskiej. W jeziorze występuje lin, karaś, szczupak i okoń.
Nieopodal na północny zachód leży jezioro Trzynik. Na południe od jeziora (ok. 1 km) znajduje się wieś Dębica.

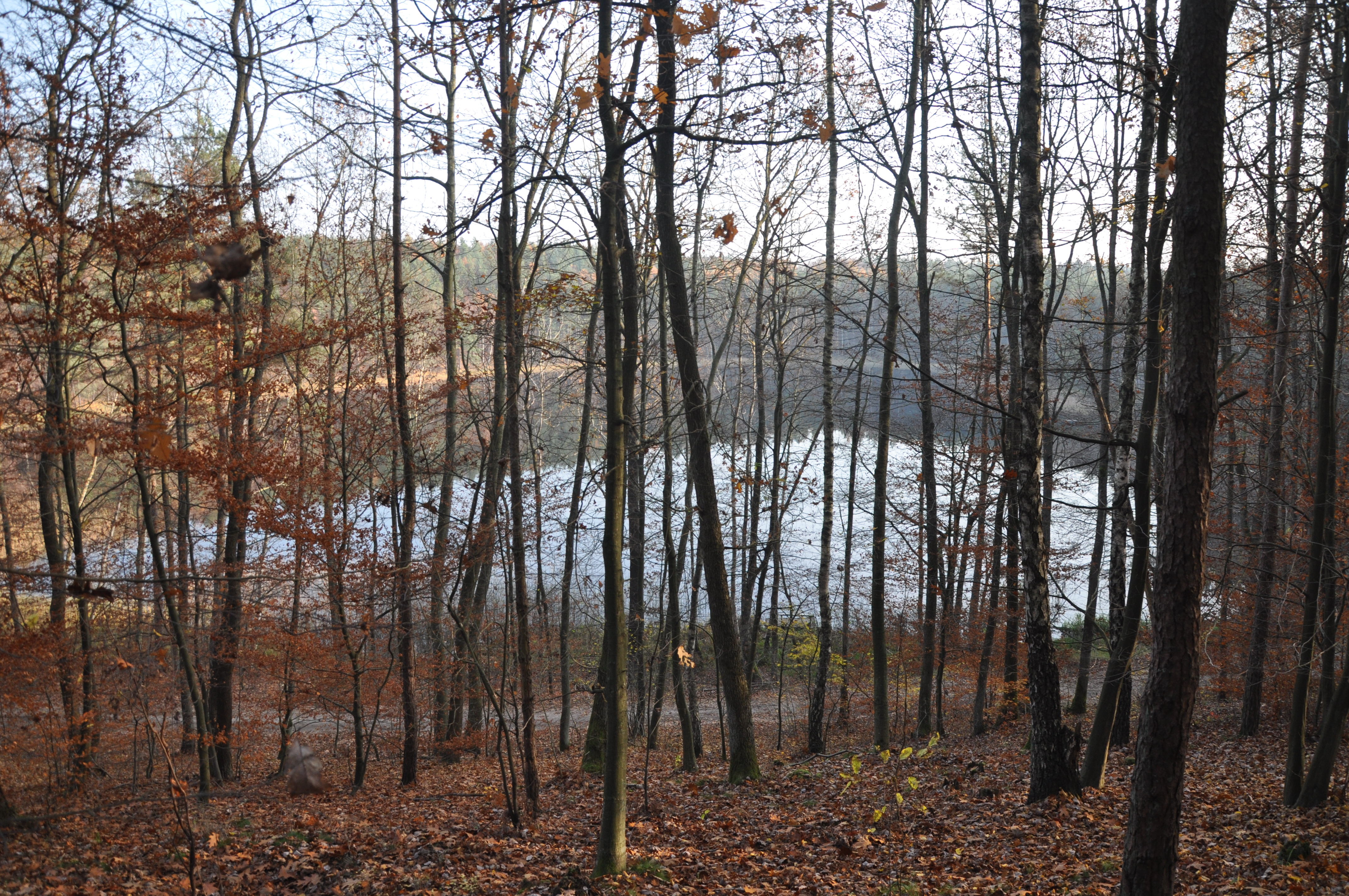
Zarys jeziora widziany z wzniesienia od zachodu

Administratorem wód Trzynika jest Regionalny Zarząd Gospodarki Wodnej w Szczecinie. Gospodarzem wód jeziora jest Okręg Polskiego Związku Wędkarskiego w Koszalinie, który prowadzi na nim gospodarkę rybacką.
Jezioro znajduje się w zlewni rzeki Dębosznicy.